# Схемы на переключаемых конденсаторах
Схемы на переключаемых конденсаторах — обширный класс схемотехнических решений, основанный на периодической коммутации конденсаторов.
Наибольшее распространение получил с освоением в промышленности интегральных микросхем по технологии с оксидной изоляцией (например, КМОП). Низкий уровень диэлектрической абсорбции и малые утечки диэлектрика позволили создавать высококачественные конденсаторы с хорошей повторяемостью. При этом с резисторами в рамках данной полупроводниковой технологии все было гораздо хуже с точки зрения занимаемой площади, повторяемости и стабильности номиналов, паразитных ёмкостей. Такая ситуация быстро привела к выработке ряда специфических схемотехнических решений.
Следует заметить, что решения на переключаемых конденсаторах и ранее применялись в дискретном исполнении в специальных случаях.

## Схемы с накачкой заряда
Схемы с накачкой заряда (англ. charge pump, зарядовый насос) относятся к одному из видов преобразователей постоянного напряжения в постоянное (DC-DC converters). Этот вид преобразователей использует конденсаторы в качестве накопителей заряда, который переносится от одного конденсатора к другому с помощью системы переключателей. Название «зарядовый насос» обычно означает маломощный повышающий преобразователь, в котором конденсаторы подключены к источнику тактовых импульсов, а роль переключателей выполняют диоды. Два логических состояния тактового импульса («0» или «1») задают две фазы переключения (топологии) схемы с накачкой заряда. К двухфазным зарядовым насосам относятся все диодные умножители напряжения, а также некоторые сложные преобразователи, такие как Fibonacci Charge Pump и Multiple-Lift Luo Converters. Существуют также схемы с несколькими фазами переключения (multi-phase). В случае если зарядный насос понижает напряжение и имеется какой-либо механизм его плавной регулировки используется название преобразователь на переключаемых конденсаторах (ППК). Выходное напряжение ППК на холостом ходу в установившемся режиме можно найти, решив систему линейных уравнений. При условии, что весь полученный заряд передается на выход, коэффициент полезного действия ППК равен отношению выходного напряжения к напряжению холостого хода.

## Фильтры

### Фильтр низких частот

Схема RC-цепи и реализации её на переключаемых конденсаторах

На рисунке справа представлен классический фильтр низких частот на RC-цепочке. Частота среза RC-цепочки рассчитывается по формуле
{\displaystyle f_{0}={\frac {1}{2\pi \cdot R\cdot C}}}
Для схемы на переключаемых конденсаторах частота среза рассчитывается с учётом замены резистора (см. «Замена резисторов в интегральном исполнении» ниже) по формуле
{\displaystyle f_{0}={\frac {1}{2\pi \cdot R\cdot C_{2}}}=f_{c}{\frac {C_{1}}{2\pi \cdot C_{2}}}}
где:
- {\displaystyle f_{0}} — частота среза фильтра,
- {\displaystyle C_{1}} и {\displaystyle C_{2}} — ёмкости конденсаторов,
- {\displaystyle f_{c}} — частота переключения конденсатора.

## Усилители стабилизированные прерыванием
Разновидность операционных усилителей (ОУ). Для борьбы с таким паразитным параметром как напряжение смещения ОУ применяется схема на переключаемых конденсаторах. Она периодически измеряет и «запоминает» напряжение смещения ОУ и вычитает его из входного напряжения. Такое решение позволяет построить недорогие прецизионные ОУ для массового применения. Недостатки такого решения — наличие шума цепей переключения, который однако имеет фиксированный спектр и как следствие может быть легко отфильтрован.
Специфической разновидностью прецизионных усилителей является схема «модулятор-демодулятор», в которой также применяются конденсаторы. Ныне эта разновидность практически не используется.

## Замена резисторов в интегральном исполнении

Иллюстрация закона Ома

Известно, что сила тока {\displaystyle I} в проводнике прямо пропорциональна приложенному напряжению {\displaystyle U} и обратно пропорциональна сопротивлению {\displaystyle R} проводника (Закон Ома для однородного участка цепи). В то же время сила тока {\displaystyle I} равна отношению заряда {\displaystyle \Delta Q}, переносимого через проводник за интервал времени {\displaystyle \Delta t}.
{\displaystyle I={\frac {U}{R}}} и {\displaystyle I={\frac {\Delta Q}{\Delta t}}} (1)
где:
- I — сила тока,
- U — напряжение или разность потенциалов,
- R — сопротивление.

Сопротивление цепи рассчитывается по формуле
{\displaystyle R={\frac {U\cdot \Delta t}{\Delta Q}}} (2)

Иллюстрация переноса заряда переключаемым конденсатором

Перенос заряда через конденсатор по схеме на рис.2 можно рассчитать по формуле
{\displaystyle Q=C\cdot U} (3)
где:
- Q — заряд конденсатора,
- С — ёмкость конденсатора,
- U — разность потенциалов на обкладках конденсатора.

Используя равенства (2) и (3) получаем
{\displaystyle R={\frac {U\cdot T}{C\cdot U}}={\frac {T}{C}}={\frac {1}{f\cdot C}}}
где:
- Т — период переключения конденсатора,
- С — ёмкость конденсатора,
- f — частота переключения конденсатора.

Следовательно, сопротивление цепи с переключаемым конденсатором обратно пропорционально произведению частоты переключения конденсатора на значение его ёмкости.